# Jonathan Barreiro
Jonathan Barreiro Rodríguez (Cerceda, 16 gennaio 1997) è un cestista spagnolo.

## Palmarès
- Copa del Rey: 2

Málaga: 2023, 2025
- Supercoppa spagnola: 1

Málaga: 2024
- Basketball Champions League: 2

Málaga: 2023-2024, 2024-2025
- Coppa Intercontinentale: 1

Málaga: 2024